# Tomorr

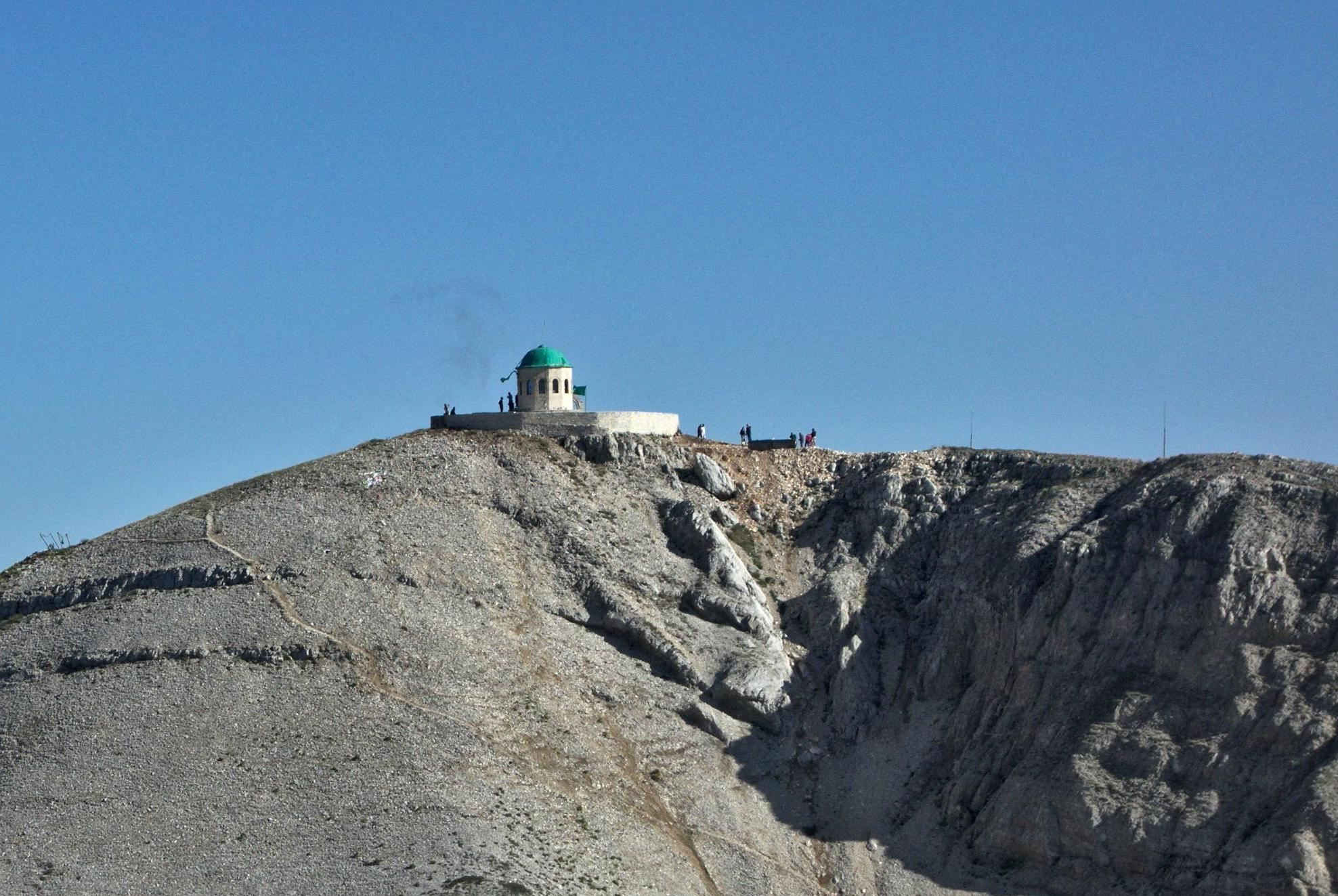
Bektašijská svatyně (turbe) na jižním vrcholu.

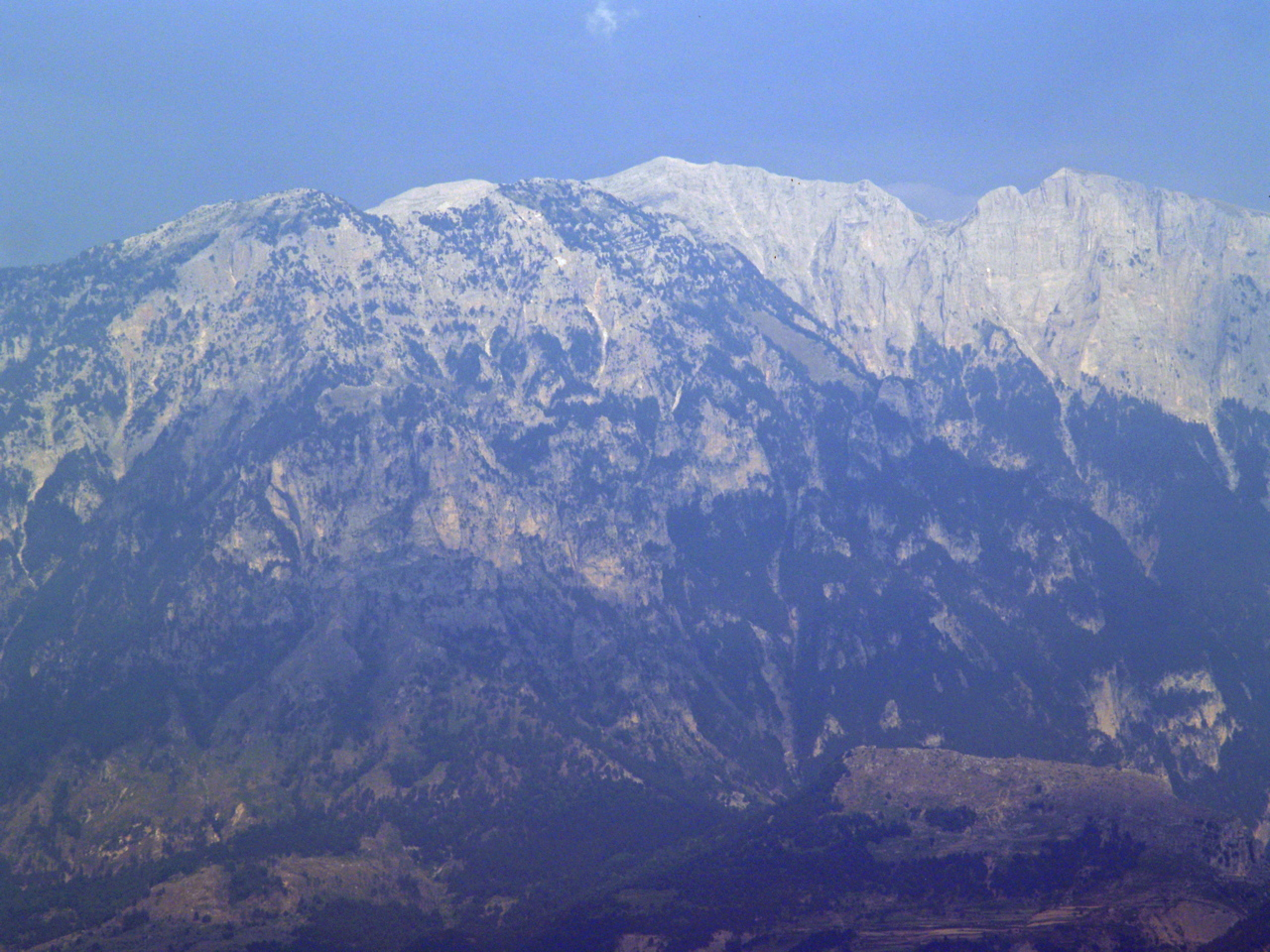
Pohled na horu z vesnice Berta.

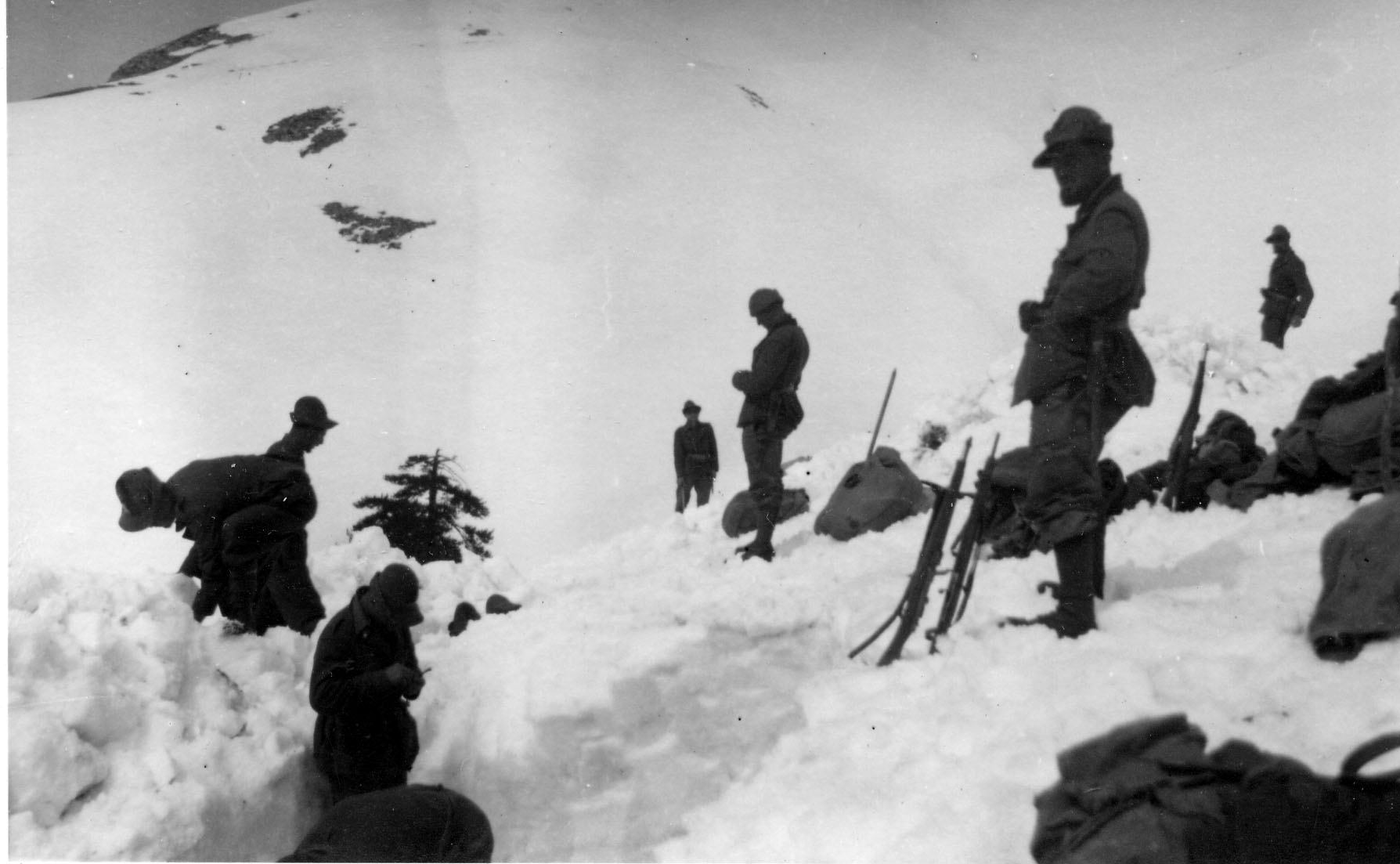
Vojáci na Tomorru v roce 1941.

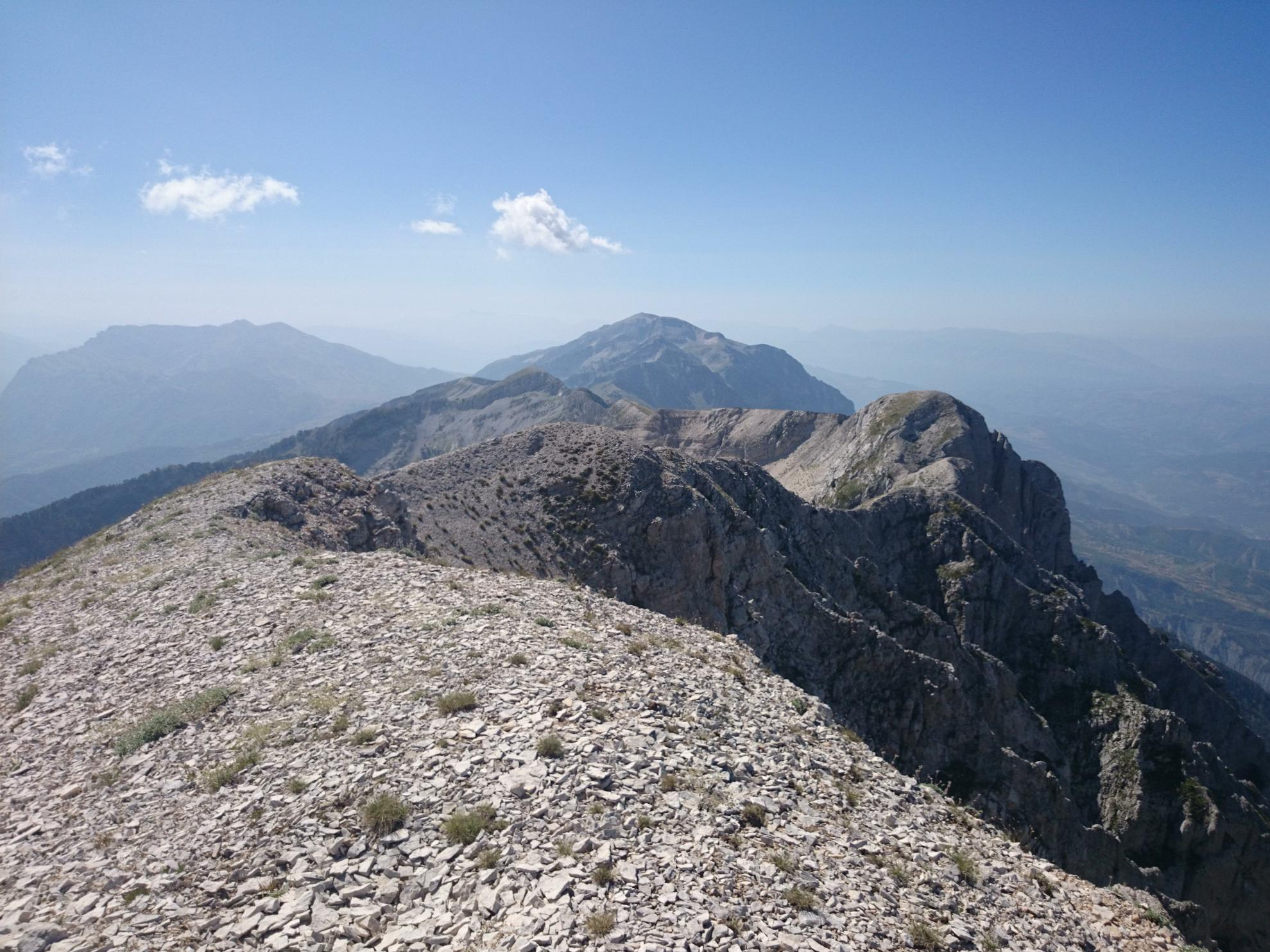
Vrchol Tomorru.

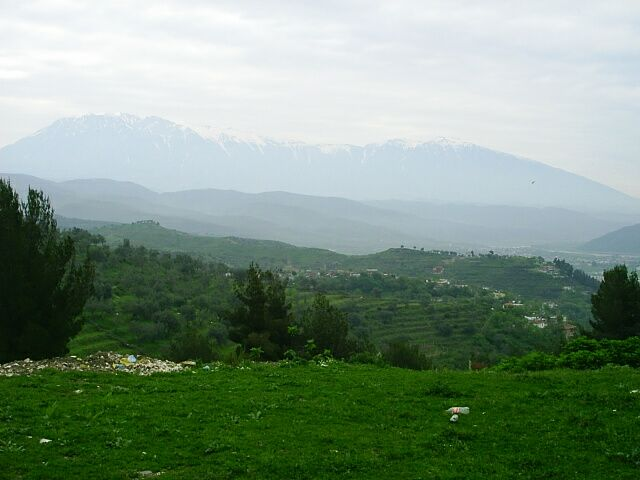
Výhled z beratské pevnosti na pohoří Tomorr.

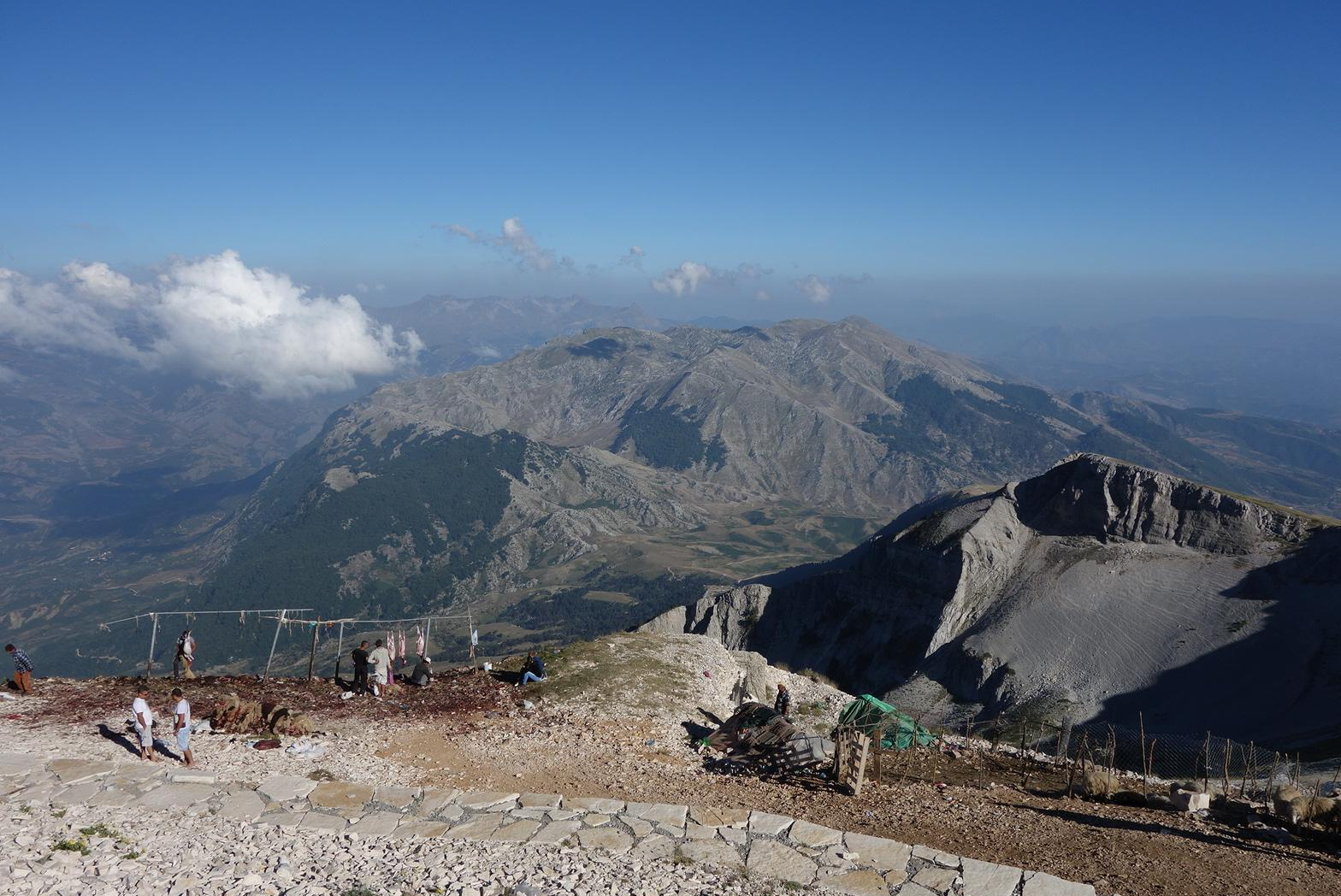
Rituální obětování ovcí na Tomorru.

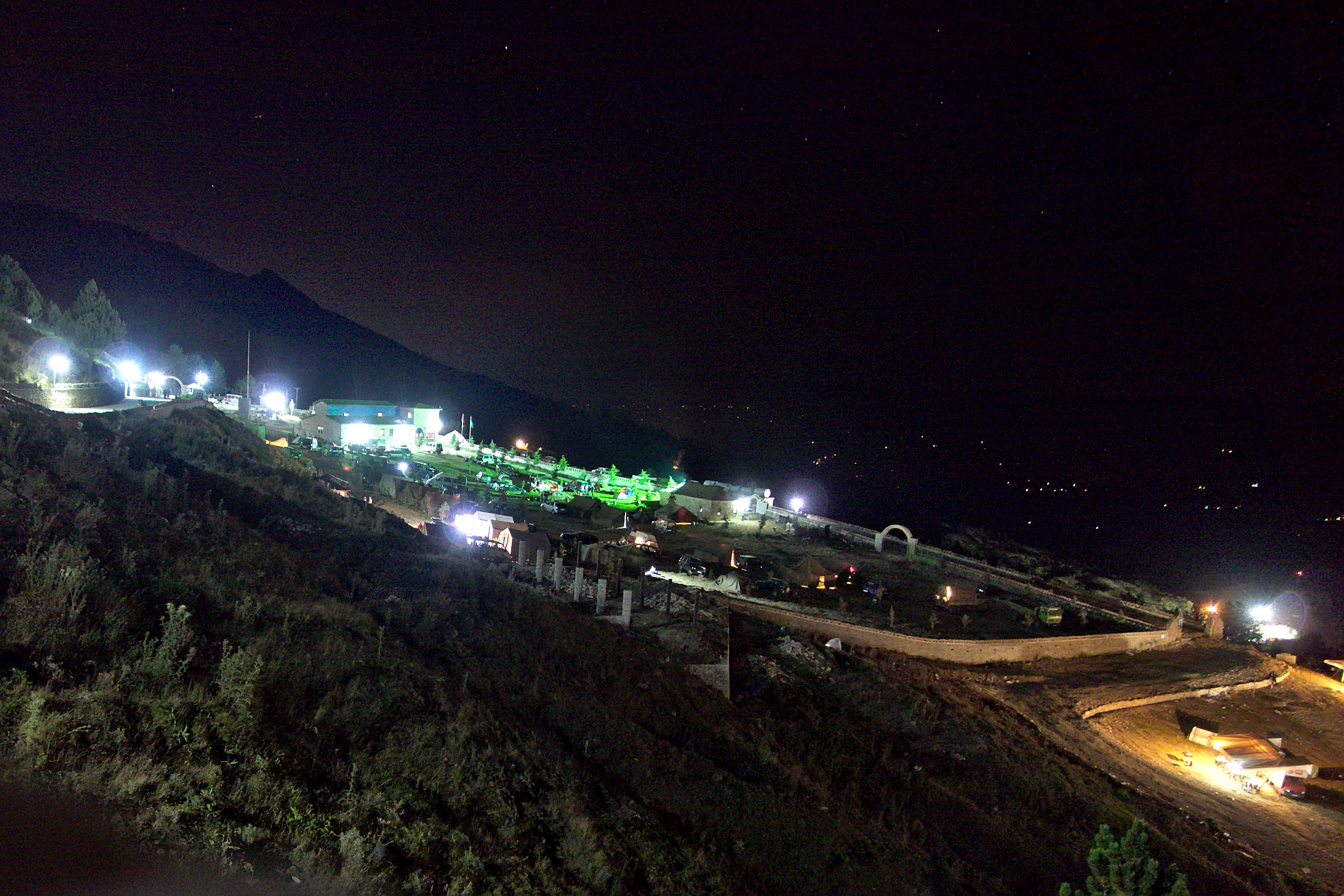
Tekke Abbáse Alího v noci.

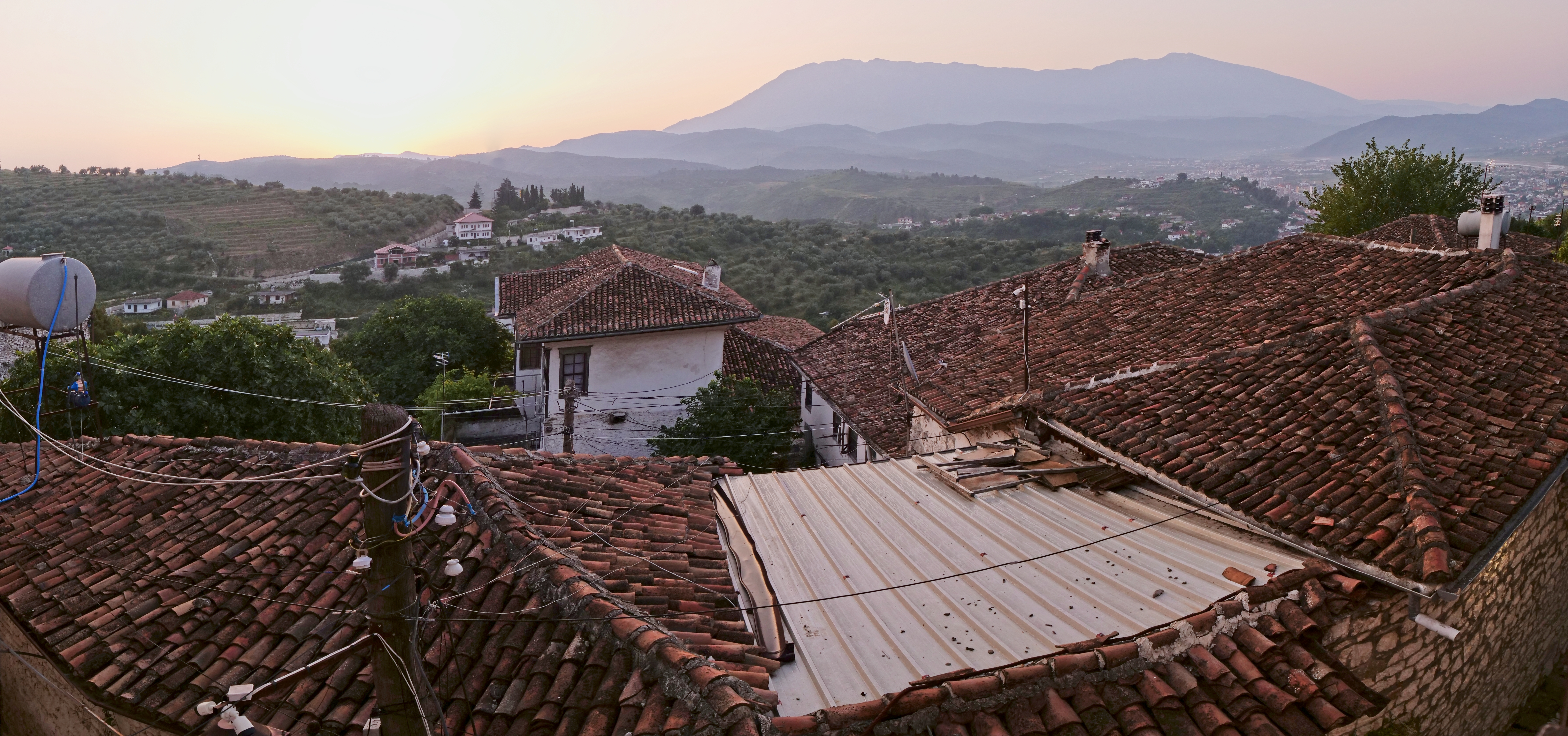
Tomorr z Beratu.

Tomorr (albánsky Mali i Tomorrit) je pohoří, nacházející se v jižní Albánii, nedaleko města Berat. Její nejvyšší vrchol dosahuje výšky 2416 m. Je považována za posvátnou v albánské kultuře i dějinách. Je někdy častována jako „albánský Olymp“.

## Název
Název je nejspíše proto-indoevropského původu. Odpovídá rekonstruovanému slovu temný. Ilyrové jej označovali jako Tómaros. Dle názoru historiků odpovídá Tomorru hora Άμυρον ve starořeckých záznamech. Region, kde se nacházela, pojmenovali jako Dassaretida. Vibius Sequester ji do latiny zaznamenal pod názvem Tomarus. Byzantinci používali řecký název Τμόρος (Tmoros).

## Poloha a přírodní poměry
Pohoří Tomorr leží východně od města Berat mezi údolími řek Osum a Tomorrica. Masiv se zvedá z centrální albánské roviny jižně od Elbasanu a táhne se v délce desítek kilometrů severojižním směrem.
Hora má tři hlavní vrcholy: na severu se nachází 2416 m n. m. vysoký Çuka e Partizanit. Dalších deset kilometrů od ní leží Mali i Kulmakut, s nadmořskou výškou 2174 m n. m. Uprostřed se potom nacházejí ještě třetí vrchol, a to Maja Tomorrit s výškou 2384 m n. m.
Dlouhý hřeben mezi dvěma hlavními vrcholy se na obou stranách v severní oblasti kolem vrcholu Çuka e Partizanit prudce svažuje, je skalnatý a silně členitý, ve střední části je potom poměrně široký a zalesněný. Jižní vrchol je holý.

### Vodstvo
Pohoří obtékají dvě zmíněné řeky, Osum a Tomorrica, které představují jeho přirozené hranice. Kromě toho zde pramení celá řada dalších vodních toků, např. Boroneci, která vytéká od poutního místa a vlévá se do řeky Osum na jižním svahu Tomorru. V severním podhůří Tomorru potom leží několik menších vodních nádraží.
Na východním svahu Tomorru se nachází známý vodopád Sotira (albánsky Ujëvara e Sotirës), pod ním po proudu potoka existuje další, vodopád Çërrugja. Kromě toho je zde několik dalších vodopádů a kaskád.

## Klimatické poměry
Podnebí je středomořské, nicméně horské. Zimy bývají dlouhé, léta chladná. Průměrná teplota v červenci se pohybuje okolo 20 °C, v zimě okolo -4 °C. Sněhových dní je okolo šedesáti a roční úhrn srážek se zde pohybuje okolo 1200 mm. Sněhová pokrývka ve své výšce nepřekračuje 1 metr.

## Geologie
Pohoří sestává většinou z vápence a flyše. Vápence je více v severní části, flyše více v části jižní, kde se vyskytují i písky a pískovce. Díky vápenci se zde nachází řada krasových jevů, jeskyně apod. Mezi známé jeskyně patří např. kakruka v nadmořské výšce 1980 m n. m. nebo jeskyně katafiq Jedna z jeskyní se jmenuje dračí díra, další jsou potom ještě prosek, uvlen nebo sněžná díra.
Pohoří bylo formováno povětrnostními vlivy, západní a východní strany byly formovány v dobách ledových. U vesnice Ujanik se nacházejí pozůstatky morény.

## Historie, folklór a kultura

### Nejstarší období
Pohoří bylo známým posvátným místem ještě v předkřesťanských dobách. Podle bektašisjkých záznamů se na vrcholu nacházela kdysi pohanská svatyně. Pohoří bylo personifikována jako Otec Tomorr a v této podobě má i svojí roli v současném albánském folklóru. Občas bývá zobrazován jako starý obr s dlouhým bílým plnovousem a čtyřmi samicemi orla. Tomorr má proto značný význam pro albánské dějiny. Podle německého folkloristy Maximiliana Lambertze je pohoří pozůstatkem původního ilyrského božstva, převzatého do lidového povědomí.
Podle legendy byli Tomorr a Shpiragu dva obří bratři, kteří se zamilovali do stejné krásné panny a začali se kvůli ní navzájem prát. Bůh je pozoroval a naštvaný je proměnil v kámen. Dívka byla velmi smutná, z jejích slz potom vznikla řeka Osum, která obě pohoří (Tomorr a Shpiragu) odděluje dodnes.

### Středověk a turecká doba
V roce 1018 nedaleko hory pretendent na bulharský trůn Presijan II. se svými bratry vedl odpor proti Byzanci, nicméně byl nucen se v boji vzdát tehdejšímu byzantskému císaři.
Na vrcholu hory nejspíše existovala již ortodoxní (pravoslavná) svatyně Bohorodičky (Panny Marie) ještě před příchodem islámu na Balkán. 
Ve středověku byla hora místem bojů mezi Skanderbegovým vojskem a jemu loajálním obyvatelstvem místního venkova a tureckým vojskem, které vedl Firuz Bey a Mihaloglu Ali Bey.
Na jižním vrcholu je umístěno turbe Abbáse ibn Alího. Postavena zde byla roku 1620. Jedná se o bektašijské poutní místo, a to přesto, že Abbás ibn Alí v Albánii nikdy během svého života nebylo. Bektašijské poutě na vrchol hory se konají pravidelně v závěru měsíce srpna a účastní se jich tisíce lidí. Ročně to je čtvrt milionu, na horu vystoupal i albánský prezident Ilir Meta. Bývají při ní obětována některé zvířata, ovce a kuřata.
Tomorr zaujímal významné postavení v albánském národním obrození a řada básníků i spisovatelů své doby jí věnovala početné práce, např. Konstantin Kristoforidhi, Naim Frashëri, Andon Zako Çajupi, Asdreni, Hilë Mosi a Ndre Mjeda. Pro albánskou kulturu bylo spojení s původními zvyky prostřednictvím vlivů evropského romantismu (i v době po jeho skončením) klíčovým prvkem pro definici národní identity.
V letech 1908 a 1909 byla 100 m pod vrcholem od turbe postavena další budova, o níž přinesl svědectví britský novinář Joseph Swire, který horu navštívil v roce 1930. Budovu nicméně zničily řečtí ozbrojenci na jaře 1914. Následně bylo nové tekke obnoveno ale na jiném místě. Správcem Tekke byl Baba Haxhi, v letech 1921 až 1925 potom Baba Ali Tomorri, a okolo roku 1930 ze žilo celkem pět lidí.

### Moderní doba
V roce 1930 horu zdolala anglická etnoložka Margaret Hasluck, která zdokumentovala příběhy místních spojené s nadpřirozenem a víru v horu.
V letech 1940 a 1941, kdy probíhala na území dnešní Albánie válka, postupovalo přes pohoří řecké vojsko s cílem zaútočit na italské jednotky. Na začátku dubna 1941 byla část Tomorru pod kontrolu Makedonského oddílu řecké armády. Albánští fašisté měli své noviny Tomori pojmenovány podle této hory.
Praxe poutí byla tradiční, obnovena byla v 90. letech 20. století, neboť během komunistického režimu v Albánii byla zakázána. Stalo se tak v momentě, kdy v roce 1967 Albánie formálně zakázala náboženství. Díky poutím zde vyrostla skromná infrastruktura; kromě turbe i hotel a stravovací zařízení.
V průsmyku Kulmak mezi jižním vrcholem a pohořím Mali i Kulmakut stojí tekke (tekija) Abbáse Alího, které také nabízí ubytování cestovatelům a poutníkům. Křesťané podnikají pouť na horu v den Nanebevzetí Panny Marie. Pouť je sjednocujícím prvkem pro Albánce bez ohledu na náboženství nebo vyznání.
Během existence socialistické Albánie byl význam národní hory využit podle socialistické propagandy. Hlavní vrchol od té doby nese název Çuka e Partizanit (Partyzánský vrch).
V současné době je hora také oblíbená jako turistická destinace pro pěší turistiku, jízdu na oslech a v zimě potom lyžování. Oblíbené je také horolezectví, některé části skal jsou velmi strmé. Národní park zde byl vyhlášen v roce 1996.

## Osídlení
Na západ od Tomorru leží město Poliçan na jihozápadním konci masivu potom město Çorovoda, hlavní město regionu Skrapar. Nepočítáme-li města, která leží relativně blízko horského masivu, stojí v podhůří Tomorru několik vesnic. (Sotira, Kërpica, Rromas, Duncka, Trebël, Ujanik, Bogova, Novaj, Bargullas, Kapinova, Lybesha, Tomorr, Qafë Dardhë a Dardhë).

## Doprava
Z obou míst vedou silnice do průsmyku Kulmak a odtud na jižní vrchol. Ten je považováno za nejvyšší bod, na který je možné vyjet motorovým vozidlem na území Albánie (vede sem silnice). Důvodem pro výstavbu komunikací do tak vysokého místa byl značný počet poutí, který se zde pořádá každý rok a kam dojedou poutníci většinou auty. 
V blízkosti hory vedou silnice SH 72 a SH 71 (do Gramshe).

## Zemědělství a ekonomika
Nedaleká vesnice Ujanik je známá díky pastvinám a ovčímu mléku, resp. ovčímu sýru, který prodává místním návštěvníkům. Kromě toho se na nižších svazích pěstuje víno. Políčka místních jsou většinou terasovitá, ve vyšších polohách se potom daří pastevectví.
Zemědělské využití krajiny v národním parku představuje riziko pro ochranu celého prostoru, především se jedná o nadměrnou pastvu, odlesňování a lesní požáry. Ty jsou zde vzhledem k odlehlosti celé lokality a horší přístupnosti časté; hašení probíhá většinou z vrtulníku, hasiči mají přístup běžně do výšky maximálně 700 m n. m.

## Fauna a flóra
Žije zde velké množství ohrožených rostlin i živočichů. Vyskytují se zde jehličnaté lesy, stejně jako lesy listnaté. Mezi ohrožené rostliny, které se zde vyskytují, patří například Inice alpská nebo hlaváč Scabioza graminifolia 16 % místních druhů rostlin je na seznamu ohrožených v Albánii. Bylo zde zjištěno šest druhů, které se vyskytují jen na území dnešní Albánie.
Žijí zde vlci a medvědi. Zaznamenán byl výskyt srnce obecného, ačkoliv se hora nachází na samé jižní hranici jeho výskytu v Evropě. Ve vyšších polohách žijí orli, sokoli a jestřábi.

## Ochrana přírody
V současné době je pohoří a jeho okolí chráněno jako Národní park Tomorr (od roku 1956, jako první národní park v zemi). Jeho rozloha činí 26 106 hektarů (v roce 2018 byla změněna hranice parku). Je klasifikován jako národní park druhé kategorie.